# Концик (Белхатовський повіт)
Концик (пол. Kącik) — село в Польщі, у гміні Дружбиці Белхатовського повіту Лодзинського воєводства.
Населення — 112 осіб (2011).
У 1975-1998 роках село належало до Пйотрковського воєводства.

## Демографія
Демографічна структура станом на 31 березня 2011 року:
|          | Загалом | Допрацездатний вік | Працездатний вік | Постпрацездатний вік |
| -------- | ------- | ------------------ | ---------------- | -------------------- |
| Чоловіки | 57      | 8                  | 44               | 5                    |
| Жінки    | 55      | 13                 | 31               | 11                   |
| Разом    | 112     | 21                 | 75               | 16                   |